# Bersuit Vergarabat
Bersuit Vergarabat é um grupo de rock da Argentina famoso por unir o rock com ritmos latinos como a cumbia, a chacarera ou o candombe. Suas letras são carregadas de críticas ao sistema político e à sociedade.

## História
A banda se formou em 1988, e, atualmente, seus integrantes são: Juan Carlos Subirá (teclados, acordeão e voz), Carlos Enrique Martín (bateria e percussão), Oscar Humberto Righi (guitarra), Rene Isel "Pepe" Céspedes (baixo e voz), Daniel Suárez (voz e coros), Alberto Verenzuela (guitarra) e Germán "Cóndor" Sbarbatti (voz, coros e charango). Em formações anteriores participaram também Charly Bianco (guitarra e voz) e Rubén Sadrinas (voz).
Em homenagem aos internos da residência psiquiátrica do Hospital Municipal José Tiburcio Borda de Buenos Aires, vestem sempre em cena o pijama que os distingue; a difundida história da internação de Cordera no local é uma lenda urbana, porém a afinidade da banda com os fenômenos da loucura e da marginalidade é inegável.
Estão fortemente vinculados ao produtor Gustavo Santaolalla, um dos grandes do rock em espanhol ou latino, com quem trabalham desde o LP Libertinaje.
Entre seus maiores sucessos se destacam: «Sencillamente», «Laten Bolas», «Yo Tomo», «Se viene», «Sr. Cobranza» (cover de Las Manos de Filippi), «La argentinidad al palo», «El tiempo no para» (cover do Cazuza) e vários outros.
No dia 12 de maio de 2007, tocaram no estádio do River Plate para 66.000 pessoas. O estádio estava praticamente cheio. No segundo semestre de 2007, lançaram seu novo CD que será apresentado na Espanha. Este novo álbum levará o nome «De ahí soy yo».
Em 2009,  a banda se separou, porque o vocalista começou sua carreira solo. O grupo retornou em 2011, sem o vocalista original, Gustavo Cordera e lançou duas gravações.

## Discografia

### 1992 - Y Punto
1. El tiempo no para
2. La Papita
3. Diez Mil
4. Tuyu
5. Homenaje a los locos del Borda
6. Venganza de los muertos pobres (Afro)
7. Hociquito de Ratón
8. La Logia (Iambo - Iombo)
9. Como nada puedo hacer
10. Sistema al mejor postor

### 1993 - Asquerosa Alegría
1. Fuera de Aca
2. Sin Son
3. Tu pastilla fue
4. Clara
5. Cha Cha Cha
6. Ausencia de Estribillo
7. Si Amanece
8. Decile a Tu Mama
9. Balada de Guang Chang Kein
10. Los Elefantitos
11. Vamos, No llegamos
12. Nepore'y (Tu ausencia)
13. Buceando en el Riachuelo

### 1996 - Don Leopardo
1. Espiritu de esta selva
2. Bolivian surf
3. Bolero militar
4. Yo no fui
5. Cajon 5 estrellas
6. Cielo Trucho
7. Abundancia
8. Ojo por ojojo
9. La mujer perfecta
10. Madrugon
11. Ruego
12. Querubin
13. Encapuchados
14. En trance
15. Requiem
16. Al fondo de la red
17. Pie de gallina
18. Mi caramelo

### 1998 - Libertinaje
1. Yo tomo
2. A los tambores
3. De onda
4. Se viene
5. Murguita del sur
6. Sr. Cobranza
7. Vuelos
8. Gentes de mierdas
9. Sincerebro
10. A marça de Deux
11. C.S.M
12. ¿Que Paso?

### 2000 - Hijos del Culo
1. El gordo motoneta
2. La del toro
3. El viejo de arriba
4. Cancion de juan
5. Desconexion sideral
6. Porteño de ley
7. Caroncha
8. La petisita culona
9. Toco y me voy
10. La vida boba
11. Grasun
12. Negra Murguera
13. La bolsa
14. Veneno de humanidad
15. Es Importante

### 2002 - De la Cabeza (ao vivo)
1. De la cabeza
2. El tiempo no para
3. Danza de los muertos pobres (afro)
4. El viejo de arriba
5. Espiritu de esta selva
6. Vuelos
7. Mi caramelo
8. Un pacto
9. Perro amor explota
10. Tuyu
11. Yo tomo
12. Sr. Cobranza
13. La Bolsa
14. Murguita del sur
15. Se viene el estallido
16. Hociquito de ratón/Diez mil

### 2004 - La Argentinidad al Palo (disco duplo)

#### Se es (CD 1)
1. Coger no Es Amor
2. La Soledad
3. Va Por Chapultepec
4. Convalescencia En Valencia
5. Fisurar
6. Al Olor Del Hogar
7. La Argentinidad Al Palo
8. Ades Tiempo
9. El Baile De La Gambeta
10. No Seas Parca
11. Como un Bolu
12. La Calavera

#### Lo que se es (CD 2)
1. Shit, shit, money, money
2. Porno star
3. La oveja negra
4. Otra sudestada
5. Zi, Zi, Zi
6. Hecho en Buenos Aires
7. Mariscal Tito
8. Y no esta solo...
9. Pajaro negro
10. Murga de la limousine
11. El viento trae una copla

128 cover inedito lacocaina

### 2005 - Testosterona
1. Yo
2. Me duele festejar
3. En la ribera
4. Sencillamente
5. O vas a misa...
6. Esperando el impacto
7. Andan yugando
8. Madre hay una sola
9. Vamo´ en la salud
10. Inundacion
11. Barriletes
12. La flor de mis heridas
13. ...Y llegara la paz

### 2007 -?
1. Laten bolas
2. De ahí aoy yo
3. Mi vida
4. Ebrio de sinrazon
5. Rebelion
6. Humor linyera
7. Siempre lo mismo
8. Luna hermosa
9. El lechero
10. No me paranoiqueen
11. Ansiando libertad
12. El guerrero

### 2012 - La Revuelta
1. Cambiar el alma
2. No te olvides
3. Así es
4. Dios te salve
5. Es sólo una parte
6. La serpiente
7. El motor
8. Santa Cecilia
9. En el muelle
10. Cargamos
11. Afónico
12. La revuelta

### 2014 - El baile interior
1. Huayno 14
2. Me voy
3. Ahí va Chavela
4. Cuatro vientos
5. Para bailar
6. Tilcara en carnaval
7. La próxima curda
8. Hay Pelado para todas
9. De tripas corazón
10. La señora
11. Ayer se cortó la luz
12. Para Luis

### DVDs
- 2004 - De la Cabeza
- 2006 - La Argentinidad al Palo